# Свети Вид Добрињски
Свети Вид Добрињски (хрв. Sveti Vid Dobrinjski) је насељено место у општини Добрињ, на острву Крк, Приморско-горанска жупанија, Хрватска.

## Историја
До територијалне реорганизације у Хрватској био је у саставу старе општине Крк.

## Становништво
У попису становништва из 2011. године, Свети Вид Добрињски је имао 61 становника.
| Број становника према пописима | Број становника према пописима | Број становника према пописима | Број становника према пописима | Број становника према пописима | Број становника према пописима | Број становника према пописима | Број становника према пописима | Број становника према пописима | Број становника према пописима | Број становника према пописима | Број становника према пописима | Број становника према пописима | Број становника према пописима | Број становника према пописима | Број становника према пописима |
| ------------------------------ | ------------------------------ | ------------------------------ | ------------------------------ | ------------------------------ | ------------------------------ | ------------------------------ | ------------------------------ | ------------------------------ | ------------------------------ | ------------------------------ | ------------------------------ | ------------------------------ | ------------------------------ | ------------------------------ | ------------------------------ |
| 1857                           | 1869                           | 1880                           | 1890                           | 1900                           | 1910                           | 1921                           | 1931                           | 1948                           | 1953                           | 1961                           | 1971                           | 1981                           | 1991                           | 2001                           | 2011                           |
| 66                             | 72                             | 104                            | 110                            | 123                            | 133                            | 148                            | 143                            | 138                            | 119                            | 95                             | 85                             | 86                             | 84                             | 81                             | 61                             |

Напомена: Исказивано под именом Свети Вид од 1869. до 1948. и Свети Вид Добрињски 1953, Вид Добрињски од 1961. до 1981. и Свети Вид-Добрињски 1991.